# Datchi
Datchi (en ukrainien : Дачі), est un village situé dans l'oblast de Kherson en Ukraine, près du pont autoroutier d'Antonivka.

## Géographie
Le village est situé sur l'embouchure du fleuve Dniepr, sur la rive droite, directement au sud de la ville d'Antonivka et à 10 km de Kherson. Le pont autoroutier d'Antonivka relie Datchi à la ville d'Antonivka, sur la rive gauche.

## Invasion russe de l'Ukraine
Durant l'invasion russe de l'Ukraine en 2022, le village est capturé par les forces russes lors de leur offensive initiale dans le Sud.
Datchi est la première localité située sur la rive droite du Dniepr à être reconquise par les forces ukrainiennes, le 26 juin 2023.